# INS Sahyadri (F-49)
INS Sahyadri (F-49) là tàu chiến thuộc lớp Shivalik tàng hình đa nhiệm vụ được đóng cho Hải quân Ấn Độ. Lớp này có tính năng tăng cường khả năng tấn công tàng hình và tấn công trên đất liền hơn lớp Talwar.

## Thiết kế và mô tả
Tàu khu trục lớp Shivalik được hình thành như một phần Dự án 17 của Hải quân Ấn Độ, đưa ra các yêu cầu đối với một lớp tàu vũ trang tàng hình được thiết kế và đóng ở Ấn Độ. Thông số kỹ thuật thiết kế của Tổng cục Thiết kế Hải quân (DND) cho lớp "Shivalik" đã kêu gọi "tàu khu trục tàng hình 5000 tấn (Dự án 17) kết hợp chặt chẽ các tính năng quản lý chữ ký và chữ ký cao cấp". Ba tàu đầu tiên được chính thức đặt hàng bởi Hải quân Ấn Độ vào đầu năm 1999.

### Đặc tính chung và động cơ đẩy
INS Shivalik có chiều dài 142,5 m (468 ft), sườn ngang 16,9 m (55 ft) và mướn nước 4,5 m (15 ft). Tải trọng tàu tiêu chuẩn là 5.300 t (5.200 tấn Anh; 5.800 tấn Mỹ) và đầy tải 6.200 tấn (6.100 tấn Anh; 6.800 tấn Mỹ). Thủy thủ đoàn khoảng 257, trong đó có 37 sĩ quan.
Tàu sử dụng 7.600 shp (5.700 kW) SEMT Pielstick 16 PA6 STC động cơ diesel khi di chuyển tuần tra hoặc hai tuabin khí 16.800 shp (12.500 kW) GE LM2500+ khi di chuyển tốc độ cao với CODOG. Động cơ diesel cho phép tàu đạt tốc độ tối đa 22 kn (41 km/h; 25 mph) trong khi các tuabin khí cho phép đạt tốc độ tối đa 32 kn (59 km/h; 37 mph).

### Hệ thống điện tử và cảm biến
INS Shivalik được trang bị một loạt các thiết bị điện tử và cảm biến. Bao gồm các:
- 1 ×  MR-760 Fregat M2EM 3-D radar
- 4 ×  MR-90 Orekh radars
- 1 × Elta EL/M-2238 STAR
- 2 ×  Elta EL/M-2221 STGR
- 1 ×BEL APARNA

Ngoài ra, nó sử dụng HUMSA (hull-gắn sonar mảng), ATAS / Thales Sintra kéo hệ thống mảng và bộ phận chiến tranh điện tử BEL Ajanta.

### Vũ khí
INS Shivalik được trang bị với vũ khí của Nga, Ấn Độ và phương Tây. Bao gồm: súng hải quân 76 mm (3 in) Otobreda, Klub và tên lửa chống hạm siêu âm BrahMos, tên lửa phòng không Shtil-1, tên lửa chống tàu ngầm RBU-6000 và ngư lôi DTA-53-956. Barak SAM và AK-630 như Hệ thống vũ khí cận chiến (CIWS). Con tàu cũng mang hai trực thăng HAL Dhruv hoặc Sea King

## Đóng

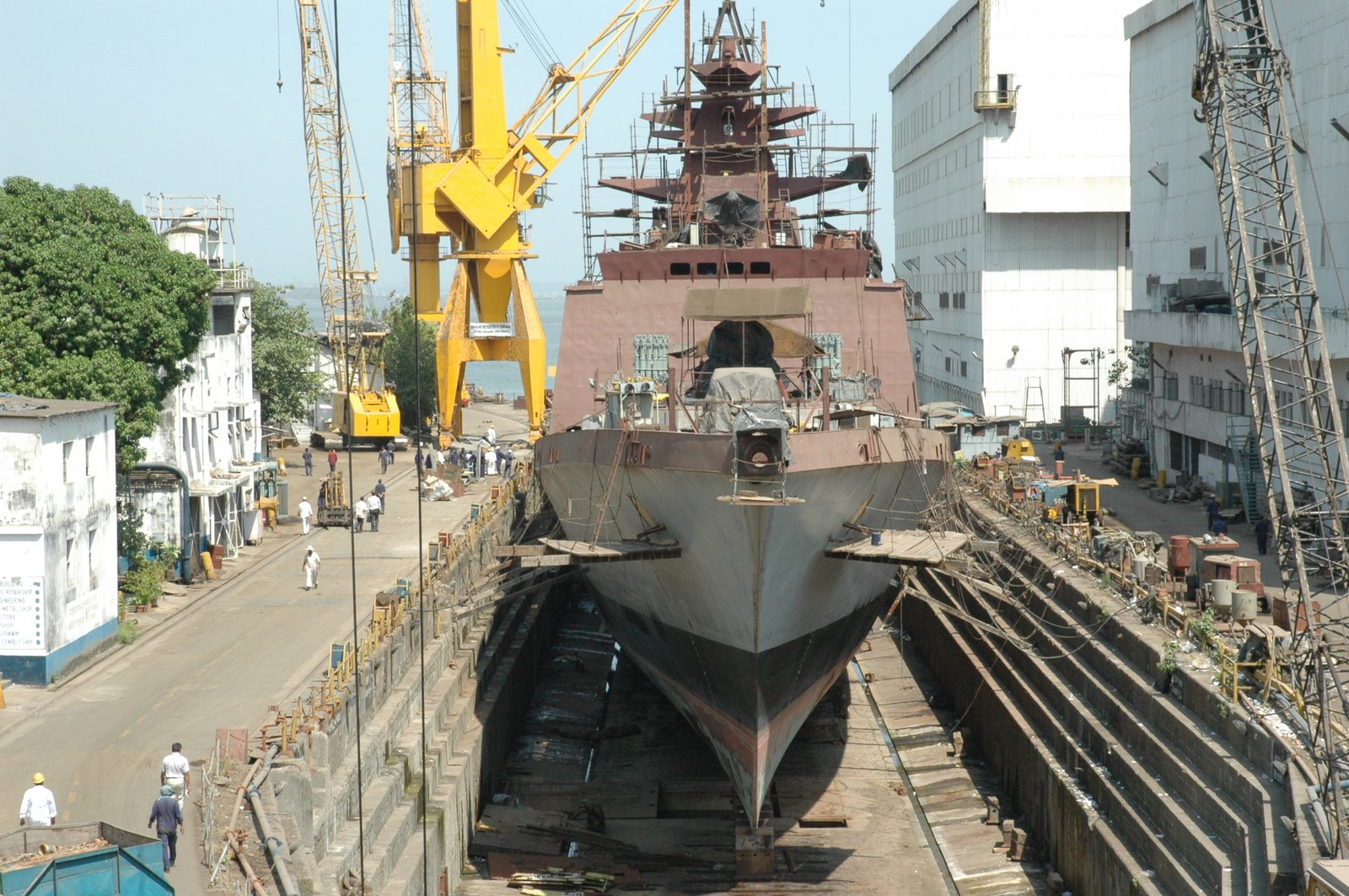
Sahyadriđang được đóng

INS Sahyadri được đóng tại Mazagon Dock Limited (MDL) nằm ở Mumbai. Tàu đã bắt đầu đóng vào ngày 30 tháng 9 năm 2003 và đã được hạ thủy vào ngày 27 tháng 5 năm 2005. Tàu trải qua quá trình chạy thử trong năm 2011-2012. Từ đó, tàu đã được đưa vào hoạt động vào ngày 21 tháng 7 năm 2012 thuộc biên chế Bộ Tư lệnh Hải quân phía Đông có trụ sở tại Visakhapatnam.

## Bên lề
Vào tháng 5 năm 2016, INS Sahyadri đã được trao giải 'Trophy xuất sắc nhất' tại chức năng Hạm đội hàng năm Visakhapatnam. Con tàu này được liên kết với Poona Horse, một trong những trung đoàn thiết giáp lâu đời nhất của Quân đội Ấn Độ.